# Åtvidabergs Motorvagn

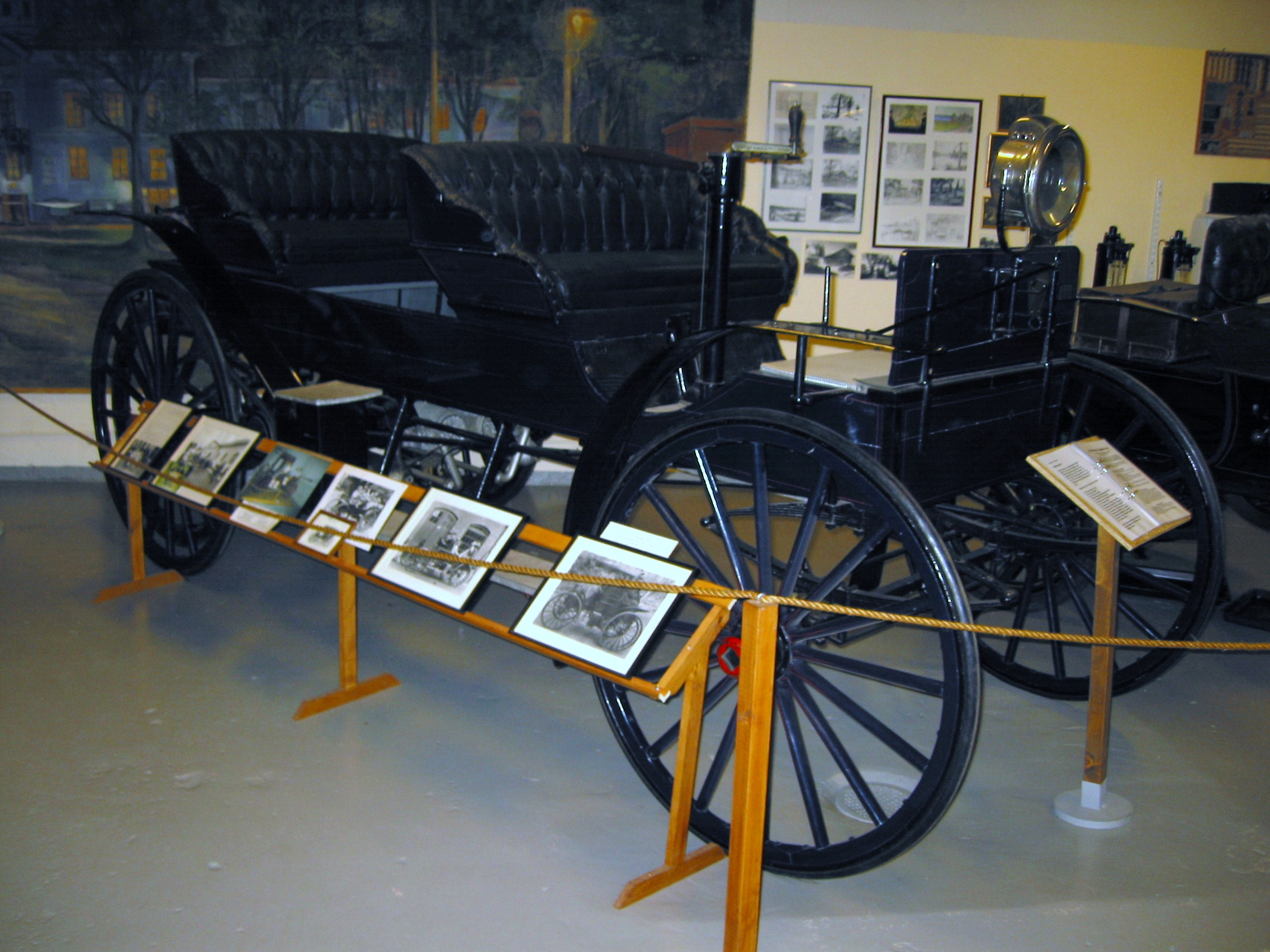
Åtvidaberg 1910

Åtvidabergs Motorvagn var en svensk bilmodell, som tillverkades i ett fåtal exemplar 1910–1911. , 
År 1910 återvände ingenjören Martin Eriksson från USA, och lyckades intressera ägaren för [
Åtvidabergs Vagnfabrik AB Theodor Adelswärd för automobilbygge. Från USA importerades en Holsman, som tjänade som förebild. 
Åtvidabergaren hade en tvåcylindrig boxermotor placerad mitt under bilen, och några av de sist tillverkade vagnarna hade fyrcylindrig motor. Motorn var luftkyld, vilket inte var tillräckligt för motorn, och vid nattkörning kunde man se cylindrarna glöda. Hjulen var i trä med massiva gummiringar, men tack vare sin mjuka fjädring lyckades man uppnå samma komfort som på en vagn med luftfyllda däck. Växellådan hade två växlar framåt och för att lägga i backen, flyttades hela motorn bakåt i sin upphängning. Toppfarten låg på omkring 45 km/timme. Motorblock och kedjefälgarna tillverkades vid Olofströms bruk, medan vevaxeln producerades vid Sandvikens järnverk. Till sin konstruktion var bilen mycket föråldrad för sin tid. Av den första planerade serien på 35 bilar lyckades företaget få avsättning på endast tolv. De övriga bilarnas motorer inmonterades på dressiner och såldes till Statens Järnvägar.